# Alexander von Zemlinsky
Alexander von Zemlinsky (ur. 14 października 1871 w Wiedniu, zm. 15 marca 1942 w Larchmont w stanie Nowy Jork) – austriacki kompozytor i dyrygent, syn dziennikarza i pisarza Adolfa von Zemlinszky’ego (1845–1900).

## Życiorys
Dziadek Aleksandra von Zemlinsky’ego, Antoni Semlinsky, pochodził z katolickiej rodziny z wówczas węgierskiej Żyliny (obecnie na Słowacji) która zamieszkała w Wiedniu. Ze względów prestiżowych przyjął węgierską pisownię nazwiska i dodał nigdy nie potwierdzony tytuł szlachecki „von”.
Już w wieku czterech lat zetknął się z muzyką, uczył się gry na fortepianie. W wieku sześciu lat rozpoczął naukę w szkole sefardyjskiej Midrasz Eliahu, w wieku ośmiu lat przeszedł do szkoły świeckiej.
W wieku dziesięciu lat został członkiem chóru synagogi sefardyjskiej. W trzy lata później po mutacji głosu zaczął zarabiać jako akompaniator chóru i organista. Został uczniem konserwatorium Towarzystwa Przyjaciół Muzyki.
Dzięki stypendium Antona Rubinsteina mógł kontynuować studia muzyczne. 
W roku 1889 wystąpił jako solista w koncercie fortepianowym Roberta Fuchsa, w roku 1890 w dorocznym konkursie pianistycznym Konserwatorium otrzymał złoty medal i fortepian firmy Bösendorfer. Chętnie zajmował się akompaniamentem w domach zamożnych Wiedeńczyków. Po otrzymaniu dyplomu pianisty studiował w ciągu dwu lat kompozycję u Johanna Nepomuka Fuchsa. 
W roku 1891 w wydawnictwie Breitkopf & Härtel w Lipsku ukazały się „Tańce ludowe” (Ländliche Tänze) op. 1. Prawykonanie jego pracy dyplomowej z kompozycji, symfonii d-moll, odbyło się w roku 1892. W tym samym roku Zemlinsky stanął przed komisją poborową, która uznała go za niezdolnego do służby wojskowej ze względu na wzrost (159 cm). 
W powstałej z jego inicjatywie „Stowarzyszeniu Muzycznym Polihymnia” poznał i zaprzyjaźnił się z Arnoldem Schönbergiem. 
W okresie 1893–1895 skomponował operę Sarema, której prawykonanie w królewskiej operze monachijskiej spotkało się z dobrym przyjęciem. Również następne utwory, w tym opera Es war einmal... stały się kolejnymi sukcesami kompozytora.
Ze względu na narastający w Wiedniu antysemityzm i Sprawę Dreyfusa Zemlinsky wystąpił w roku 1899 z gminy żydowskiej. To samo uczyniła w dwa lata później jego siostra Matylda, która poślubiła Arnolda Schönberga. 
Około roku 1900 Zemlinsky został członkiem loży wolnomularskiej. W roku 1906 przyjął wyznanie ewangelickie. Zmienił pisownię nazwiska, opuszczając pseudowęgierskie „z” (Zemlinszky) i tylko przy występach w roli dyrygenta korzystał z nieudokumentowanego „von”. Zmienił też oficjalną datę urodzin z 14 października 1871 na 4 października 1872.
W roku 1900 przy okazji prawykonania kantaty Frühlingsbegräbnis (Pogrzeb wiosenny) poznał Almę Schindler i zakochał się bez wzajemności. Alma lekceważyła go ze względu na niski wzrost, chociaż doceniała go jako kompozytora. W roku 1902 wyszła za mąż za starszego od niej o 19 lat Gustava Mahlera. 

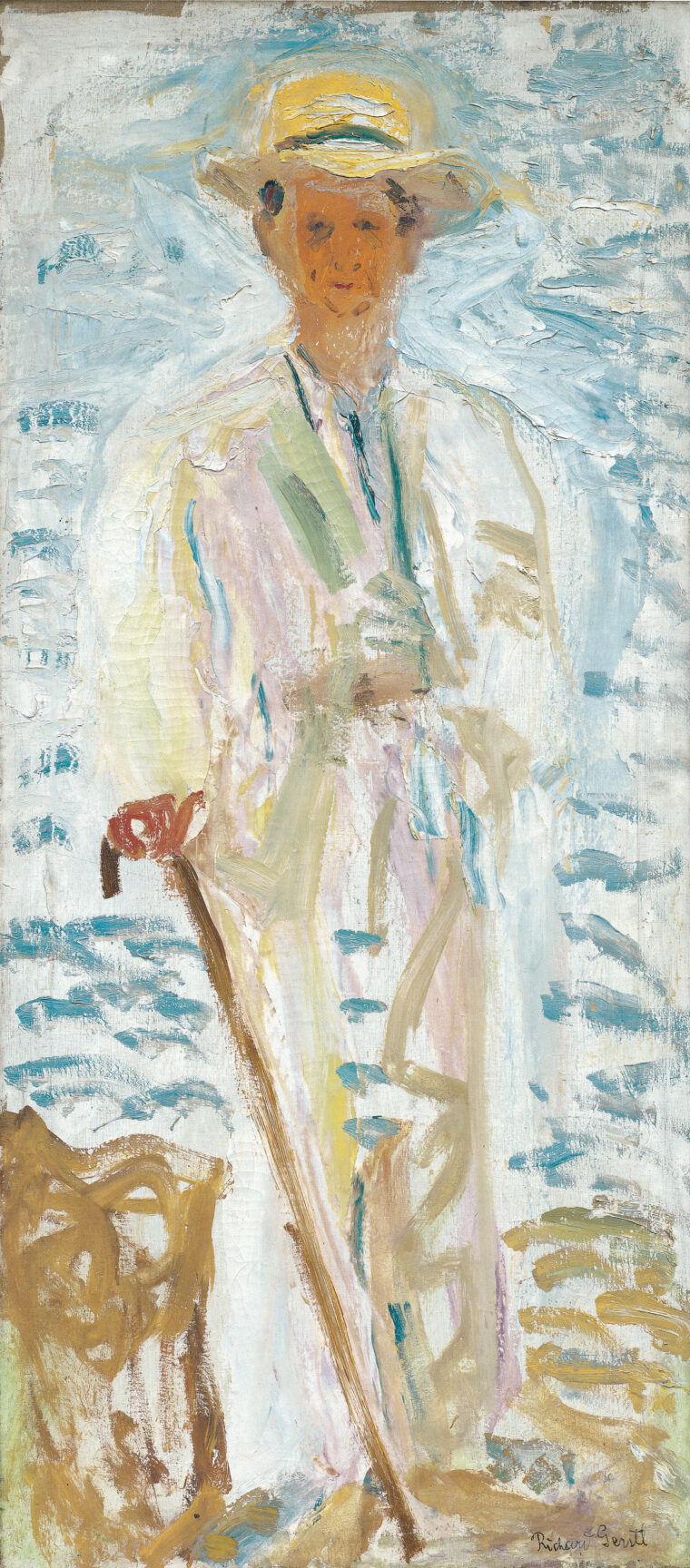
Portret Aleksandra Zemlinskiego, Richard Gerstl, lipiec 1908.

Zemlinsky poślubił 21 czerwca 1907 Idę Guttman, która 8 maja 1908 urodziła ich córkę Johannę Marię. 
Ze względu na kłopoty materialne przyjął stanowisko głównego dyrygenta w Carltheater, co zapewniało mu stały dochód, ale nie pozostawiało wiele czasu na komponowanie.
W roku 1903 przeniósł się z Carltheater do Theater an der Wien, a w roku 1904 do Volkstheater. W roku 1907 z poparciem Mahlera przeniósł się do Hofoper.
W roku 1911 został dyrektorem muzycznym niemieckiej sceny operowej w Pradze.
Po powstaniu Czechosłowacji pozostał Zemlinsky w Pradze. W roku 1920 został rektorem Niemieckiej Akademii Muzyki i Sztuk Przedstawiających w Pradze. Dzięki temu mógł poświęcić więcej czasu na kompozycję. 
W połowie roku 1927 przeniósł się Zemlinsky do Berlina, gdzie objął kierownictwo Krolloper. Występował jako dyrygent w wielu miastach Europy. Po zgonie żony Idy (1929) poślubił 1930 Luizę Sachsel. 
Po dojściu Hitlera do władzy przeniósł się z Berlina do Wiednia.
Po przyłączeniu Austrii do III Rzeszy 11–12 marca 1938 zdecydował się Zemlinsky opuścić kraj. 9 czerwca 1938 otrzymał wizę czechosłowacką, 15 września opuścił Austrię, 23 grudnia 1938 wylądował w Nowym Jorku.
W Stanach Zjednoczonych stan zdrowia Zemlinskiego zaczął się pogarszać, m.in. uległ udarowi, potem wywiązało się zapalenie płuc. 
Urna z prochami Zemlinskiego został złożona na Zentralfriedhof w Wiedniu w roku 1985.

## Życie prywatne
Aby poślubić pochodzącą z żydowskiej rodziny Klarę Semo przeszedł na judaizm i został członkiem gminy żydowskiej.

## Twórczość
Opery
- 1897: Sarema. Libretto: kompozytor, Adolf von Zemlinszky(inne języki) i Arnold Schönberg; prapremiera: Monachium 1897
- 1900: Był sobie raz (Es war einmal...). Libretto: Maximilian Singer według Holgera Drachmanna; prapremiera: Wiener Hofoper 1900
- Görge Marzyciel (Der Traumgörge). Libretto: Leo Feld; prapremiera Norymberga 1980
- Szata zdobi człowieka (Kleider machen Leute. Libretto: Leo Feld według noweli Gottfrieda Kellera. Prapremiera: 1910 Wiedeń
- Tragedia florencka (Eine florentinische Tragödie). Libretto: Oscar Wilde w przekładzie Maxa Meyerfelda. Prapremiera: Stuttgart 1917
- Karzeł (Urodziny infantki) (Der Zwerg) Libretto: Georg C. Klaren według Oscara Wilde’a Prapremiera: Kolonia 1922
- Kredowe koło (Der Kreidekreis). Libretto: kompozytora. Prapremiera: Zürich 1933
- Król Kandaules (Der König Kandaules). Libretto: kompozytor według André Gide’a Prapremiera Hamburg 1996
- Cyrce - nieukończona

Utwory fortepianowe
- I Sonata fortepianowa (1887)
- Koncert fortepianowy b-moll (1888, szkic)
- II Sonata fortepianowa (1890)
- Cztery utwory (1891)
- Cztery miniatury (1891)
- Cztery miniatury (1891)
- Sześć utworów (1891)
- Cztery utwory na cztery ręce (1891)
- Trzy łatwe utwory (1891)
- Ländliche Tänze op. 1 (1891)
- Vier Balladen (1893)
- Albumblatt. Erinnerung aus Wien (1895)
- Skizze (1896)
- Fantasien über Gedichte von Richard Dehmel op. 9 (1898)
- Menuet (1901)
- Pięć utworów na cztery ręce (1903)
- Preludium i Courante (1938)